# Lambula punctifer
Lambula punctifer là một loài bướm đêm thuộc phân họ Arctiinae, họ Erebidae.